# David di Donatello 1988

Bernardo Bertolucci durante la premiazione

La cerimonia di premiazione della 33ª edizione dei David di Donatello si è svolta il 3 giugno 1988 a Villa Madama a Roma.

## Vincitori
Miglior film 
- L'ultimo imperatore, regia di Bernardo Bertolucci
- Intervista, regia di Federico Fellini
- Oci ciornie, regia di Nikita Michalkov

 Miglior regista 
- Bernardo Bertolucci - L'ultimo imperatore
- Federico Fellini - Intervista
- Nikita Michalkov - Oci ciornie

 Miglior regista esordiente 
- Daniele Luchetti - Domani accadrà
- Carlo Mazzacurati - Notte italiana
- Stefano Reali - Laggiù nella giungla

 Migliore sceneggiatura 
- Leo Benvenuti, Piero De Bernardi e Carlo Verdone - Io e mia sorella (ex aequo)
- Bernardo Bertolucci e Mark Peploe - L'ultimo imperatore (ex aequo)
- Alexandre Adabascian, Nikita Michalkov e Suso Cecchi D'Amico - Oci ciornie

 Migliore produttore 
- Franco Giovalé, Joyce Herlihy e Jeremy Thomas - L'ultimo imperatore
- Silvia D'Amico Benedicò e Carlo Cucchi - Oci ciornie
- Angelo Barbagallo e Nanni Moretti - Notte italiana

 Migliore attrice protagonista 
- Elena Safonova - Oci ciornie
- Valeria Golino - Gli occhiali d'oro
- Ornella Muti - Io e mia sorella

 Migliore attore protagonista 
- Marcello Mastroianni - Oci ciornie
- Philippe Noiret - Gli occhiali d'oro
- Carlo Verdone - Io e mia sorella

 Migliore attrice non protagonista 
- Elena Sofia Ricci - Io e mia sorella
- Marthe Keller - Oci ciornie
- Silvana Mangano - Oci ciornie
- Wo Jun Mei - L'ultimo imperatore

 Migliore attore non protagonista 
- Peter O'Toole - L'ultimo imperatore
- Galeazzo Benti - Io e mia sorella
- Gabriele Ferzetti - Giulia e Giulia

 Migliore direttore della fotografia 
- Vittorio Storaro - L'ultimo imperatore
- Tonino Delli Colli - Intervista
- Franco Di Giacomo - Oci ciornie

 Migliore musicista 
- Ennio Morricone - Gli occhiali d'oro
- Francis Lai - Oci ciornie
- Nicola Piovani - Domani accadrà

 Migliore scenografo 
- Bruno Cesari, Osvaldo Desideri e Ferdinando Scarfiotti - L'ultimo imperatore
- Danilo Donati - Intervista
- Mario Garbuglia - Oci ciornie

 Migliore costumista 
- James Acheson e Ugo Pericoli - L'ultimo imperatore
- Nanà Cecchi - Gli occhiali d'oro
- Carlo Diappi - Oci ciornie

 Migliore montatore 
- Gabriella Cristiani - L'ultimo imperatore
- Nino Baragli - Intervista
- Enzo Meniconi - Oci ciornie

 Migliore fonico di presa diretta 
- Raffaele De Luca - Ultimo minuto
- Franco Borni - Domani accadrà
- Benito Alchimede - Io e mia sorella

 Miglior regista straniero 
- Louis Malle - Arrivederci ragazzi (Au revoir les enfants)
- Stanley Kubrick - Full Metal Jacket
- John Huston - The Dead - Gente di Dublino (The Dead)

 Miglior sceneggiatura straniera 
- Louis Malle - Arrivederci ragazzi (Au revoir les enfants)
- David Mamet - La casa dei giochi (House of Games)
- John Patrick Shanley - Stregata dalla luna (Moonstruck)

 Miglior produttore straniero 
- Stanley Kubrick - Full Metal Jacket
- Art Linson - The Untouchables - Gli intoccabili
- Steven Spielberg - L'impero del sole

 Migliore attrice straniera 
- Cher - Stregata dalla luna (Moonstruck)
- Glenn Close - Attrazione fatale (Fatal Attraction)
- Barbra Streisand - Pazza (Nuts)

 Miglior attore straniero 
- Michael Douglas - Wall Street (Wall Street)
- Michael Douglas - Attrazione fatale (Fatal Attraction)
- Jack Nicholson - Le streghe di Eastwick (The Witches of Eastwick)

 Miglior film straniero 
- Arrivederci ragazzi (Au revoir les enfants), regia di Louis Malle
- The Dead - Gente di Dublino (The Dead), regia di John Huston
- Full Metal Jacket, regia di Stanley Kubrick

 Premio Alitalia 
- Claudia Cardinale

 David Luchino Visconti 
- Stanley Kubrick

 David speciale 
- Giulio Andreotti